# Anseau de Garlande
Anseau de Garlande († 8. Juni 1207) war einer der großen Juristen in der Umgebung des französischen Königs Philipp II. August. Er war seit 1197 Bischof von Meaux. Er gehörte zu jenen, die in der Auseinandersetzung um Philipps Ehe mit Agnes-Maria von Andechs-Meranien die Sache des Königs bei Papst Innozenz III. vertraten. Anschließend verhandelte er Philipps Auseinandersetzung mit dem englischen König Johann Ohneland.